# جوناس فرانسون
جوناس فرانسون (بالسويدية: Jonas Fransson)‏ هو لاعب هوكي الجليد سويدي، ولد في 20 فبراير 1980 في Tranås ‏ في السويد.

## وصلات خارجية
- جوناس فرانسون على موقع EliteProspects.com (الإنجليزية)
- جوناس فرانسون على موقع HockeyDB.com (الإنجليزية)